# Gabrielle Lambert
Gabrielle „Gaby“ Lambert (* 27. Dezember 1993 in Saint-Hyacinthe, Québec) ist eine kanadische Fußballtorhüterin.

## Karriere

### Beginn in Kanada
Lambert spielte in ihrer kanadischen Heimat zunächst für den Saint-Hyacinthe FC in der Inter Senior Women's Division 1.
Nachdem sie den Verein im Alter von 19 Jahren verlassen hatte, nahm sie ein Studium an der Université du Québec à Trois-Rivières auf. Während ihrer Studienzeit spielte sie für deren Sport-Team – die UQTR Patriotes – das im regionalen Verband bzw. in der Conference RSEQ (Réseau du sport étudiant du Québec = Studentisches Sportnetzwerk von Quebec) ihre Punktspiele austrug. So kam sie u. a. am 25. Oktober 2013 (13. Spieltag) bei der 0:3-Niederlage im Heimspiel gegen das Sport-Team der Universität Montreal – die Montreal Carabins – zum Einsatz. Lambert wurde 2013 mit dem zweiten Platz das erste Mal in das kanadische All-Star-Team gewählt, was ihr auch 2014 und 2015 mit dem jeweils ersten Platz in der Halle, sowie 2014 erneut mit dem zweiten Platz auf dem Feld widerfuhr. Danach begab sie sich nach Belœil und spielte dort für Dynamo de Québec in der USL W-League, der zweithöchsten Spielklasse im US-amerikanischen und kanadischen Frauenfußball.

### Fortsetzung in Frankreich …
Die im Jahr 2013 mit den UQTR Patriotes in Frankreich erfolgte Teilnahme an einem Fußball-Camp und die dabei geknüpften Freundschaften holten sie drei Jahre später ein. Die Möglichkeit erneut im Ausland Fußball spielen zu können, nutzte sie umgehend und gehörte von 2016 bis 2018 zunächst dem im französischen Albi ansässigen Postsportverein ASPTT Albi in der Division 1 Féminine, der höchsten Spielklasse im französischen Frauenfußball, an. In ihrer ersten Saison wurde sie in elf Punktspielen und einem nationalen Pokalspiel eingesetzt, in der Folgesaison bestritt sie 22 Punktspiele und ein weiteres nationales Pokalspiel.
Bedingt durch den Abstieg am 27. Mai 2018 – als Vorletzter von zwölf Mannschaften – kehrte sie für ein Jahr nach Kanada zurück, wo sie in der Spielzeit 2018 erneut für die UQTR Patriotes spielte. Vom 29. August bis zum 19. Oktober wurde sie in 13 Punktspielen in Folge eingesetzt, in denen sie sieben gewann, fünf unentschieden spielte, ein Spiel verlor und dabei nur acht Tore zuließ. Diese von ihr erbrachte Leistung brachte ihr die Auszeichnung RSEQ Athlete of the Year sowie einen Platz im kanadischen All-Star-Team ein, eine Auszeichnung, die keine andere Fußballspielerin der Patriotes zuvor erreicht hatte. Mit insgesamt sieben Siegen, sechs Unentschieden und nur einer Niederlage spielte ihr Verein unter Trainer Durnick Jean die beste Saison aller Zeiten und belegte den dritten Platz. Eine herzzerreißende Overtime-Niederlage im Halbfinale beendete abrupt den Traum von der ersten Teilnahme an der nationalen Meisterschaft.
Ein Angebot, erneut in Frankreich spielen zu können, nahm sie an und unterzeichnete einen Vertrag mit dem AS Saint-Étienne. Als Ersatz für Mallory Lieberman verpflichtet, spielte sie von 2019 bis 2021 in der Division 2 Féminine, der zweithöchsten Spielklassen im französischen Frauenfußball. In der Saison 2019/20 bestritt sie die ersten 15 Punktspiele, wobei sie am 8. September 2019 (1. Spieltag) beim 3:0-Sieg im Auswärtsspiel gegen den FC Vendenheim debütierte. Die anstehenden sieben Spieltage bis Saisonende wurden aufgrund der COVID-19-Pandemie nicht mehr ausgetragen. In der Folgesaison kam sie in fünf Punkt- und zwei Freundschaftsspielen zum Einsatz.
Zur Saison 2021/22 kehrte sie in die Division 1 Féminine zurück; HSC Montpellier verpflichtete sie als Zweitvertretung für Lisa Schmitz. Für den Verein kam sie in sechs Punkt- und drei Pokalspielen zum Einsatz.

### … und Deutschland
Zum Ende der Wintertransferperiode der Saison 2022/23 wurde sie vom Bundesligisten SC Freiburg bis zum Saisonende verpflichtet, da Stammtorhüterin Rafaela Borggräfe aufgrund einer Erkrankung mehrere Wochen auszufallen drohte. Lena Nuding, in der Saison 2021/22 als Stammtorhüterin abgelöst, zog sich am 14. Mai 2023 (20. Spieltag) im Auswärtsspiel gegen den MSV Duisburg eine Handverletzung zu, der den Einsatz von Lambert ab der 42. Minute nach sich zog. Beim 1:1-Unentschieden musste sie einen verwandelten Strafstoß von Meret Günster in der 70. Minute hinnehmen.
Da ihr Verein das am 18. Mai 2023 im Kölner Rheinenergiestadion ausgetragene Finale um den DFB-Pokal gegen den VfL Wolfsburg erreichte, kam sie in diesem, das mit 1:4 verloren wurde, ebenfalls zum Einsatz. Im Mai 2023 wurde ihr Vertrag, der ursprünglich nur auf ein halbes Jahr datiert war, um ein weiteres Jahr verlängert. Am Saisonende, noch vor dem letzten Punktspiel am 15. Mai 2024 im Heimspiel gegen RB Leipzig, wurde sie vom Verein verabschiedet – sechs weitere Spielerinnen ebenfalls. Ihr letzter Einsatz für die Mannschaft dauerte fünf Minuten; sie wurde in der 85. Minute für Stammtorhüterin Rafaela Borggräfe eingewechselt.

### Rückkehr nach Kanada
Im Oktober 2024 gab der Montreal Roses FC ihre Verpflichtung bekannt.

## Erfolge
- DFB-Pokal-Finalist 2023 (mit dem SC Freiburg)
- Dritter Regionale Meisterschaft von Quebec 2018

## Auszeichnungen
- „RSEQ Athlete of the Year“  2018
- 1. Platz All-Star-Team (Halle) 2014, 2015
- 2. Platz All-Star-Team (Feld) 2013, 2014